# Coccyx

Le coccyx.

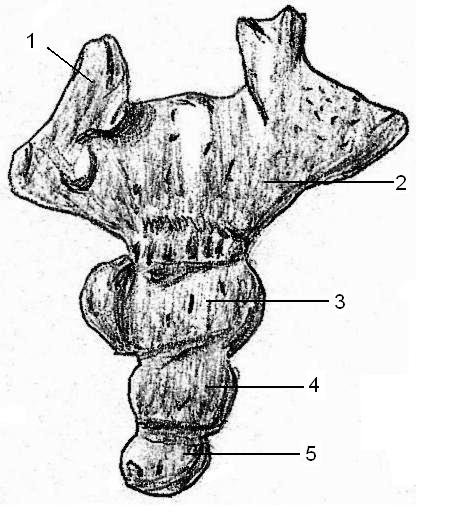
Le coccyx.

Le bassin
1 - le sacrum
2 - l'ilium ou ilion
3 - l'ischium ou ischion
4 - le pubis
5 - la symphyse pubienne
6 - l'acetabulum (anciennement "cavité cotyloïde")
7 - le foramen obturé ou trou ischio-pubien
8 - Le coccyx
En points rouges: la ligne arquée et ses prolongements.

Le coccyx est un os impair situé à l'extrémité de la colonne vertébrale chez certains primates dont l'Homme (Hominoidea). Chez l'Homme, cette structure osseuse vestigiale résulte en principe de l'atrophie et de la soudure de quatre vertèbres atrophiées (ce nombre pouvant varier de trois à cinq), nommées les vertèbres coccygiennes. Il a une forme triangulaire.
Le mot « coccyx » vient du mot grec κόκκυξ signifiant « coucou », par analogie de forme avec le bec de l'oiseau.
Cet os fait encore partie de grands débats scientifiques par rapport à son rôle pour notre corps et son utilité.

## Description
Le coccyx est une pièce osseuse de forme triangulaire symétrique de base supérieure et à sommet inférieur. Il est aplati d'avant en arrière. Il est situé dans le prolongement du sacrum.
Il résulte de la fusion de trois à cinq vertèbres coccygiennes (quatre chez 70-80 % des individus).
On lui décrit deux faces, une antérieure et une postérieure, deux bords externes, une base et un sommet.

### Face antérieure
La face antérieure est légèrement concave et marquée de trois rainures transversales reliquat de la fusion des vertèbres coccygiennes. 
Sur cette face s’insèrent le ligament sacro-coccygien antérieur et les muscle coccygien et élévateur de l'anus. Elle contribue au soutien du rectum.

### Face postérieure
La face postérieure est convexe, marquée par des rainures transversales similaires à celles de la face antérieure. Latéralement se présentent une série de tubercules osseux reliquat des processus articulaires des vertèbres coccygiennes.

### Bords latéraux
Les bords latéraux sont irréguliers et obliques en bas et en dedans. Dans leur partie supérieure des cornes latérales sont proéminentes, elles correspondent aux processus transverses de la première vertèbre coccygienne. 
Les bords sont des zones d'insertion des ligaments sacro-tubéraux et des muscles coccygiens.

### Base
La base s'articule avec la face articulaire du sommet du sacrum. Elle présente deux petites cornes correspondant aux apophyses articulaires supérieures de la première vertèbre coccygienne qui s'articule avec les cornes sacrales et complète de chaque côté le foramen qui transmet la division postérieure du cinquième nerf sacré .

### Apex
Le sommet ou apex donne insertion au sphincter externe de l'anus.

## Aspect clinique
Un  traumatisme du coccyx peut entraîner une fracture et une affection douloureuse appelée coccygodynie, .
Un certain nombre de tumeurs sont connues pour impliquer le coccyx ; parmi celles-ci, la plus courante est le tératome sacro-coccygien. 
La coccydynie et les tumeurs coccygiennes peuvent nécessiter l'ablation chirurgicale du coccyx, appelée coccygectomie (en). Une complication très rare de cette ablation est un type de hernie périnéale connue sous le nom de hernie coccygienne.

## Évolutionnisme

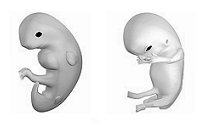
Embryon humain à 6 semaines (gauche), fœtus à 8 semaines (droite).

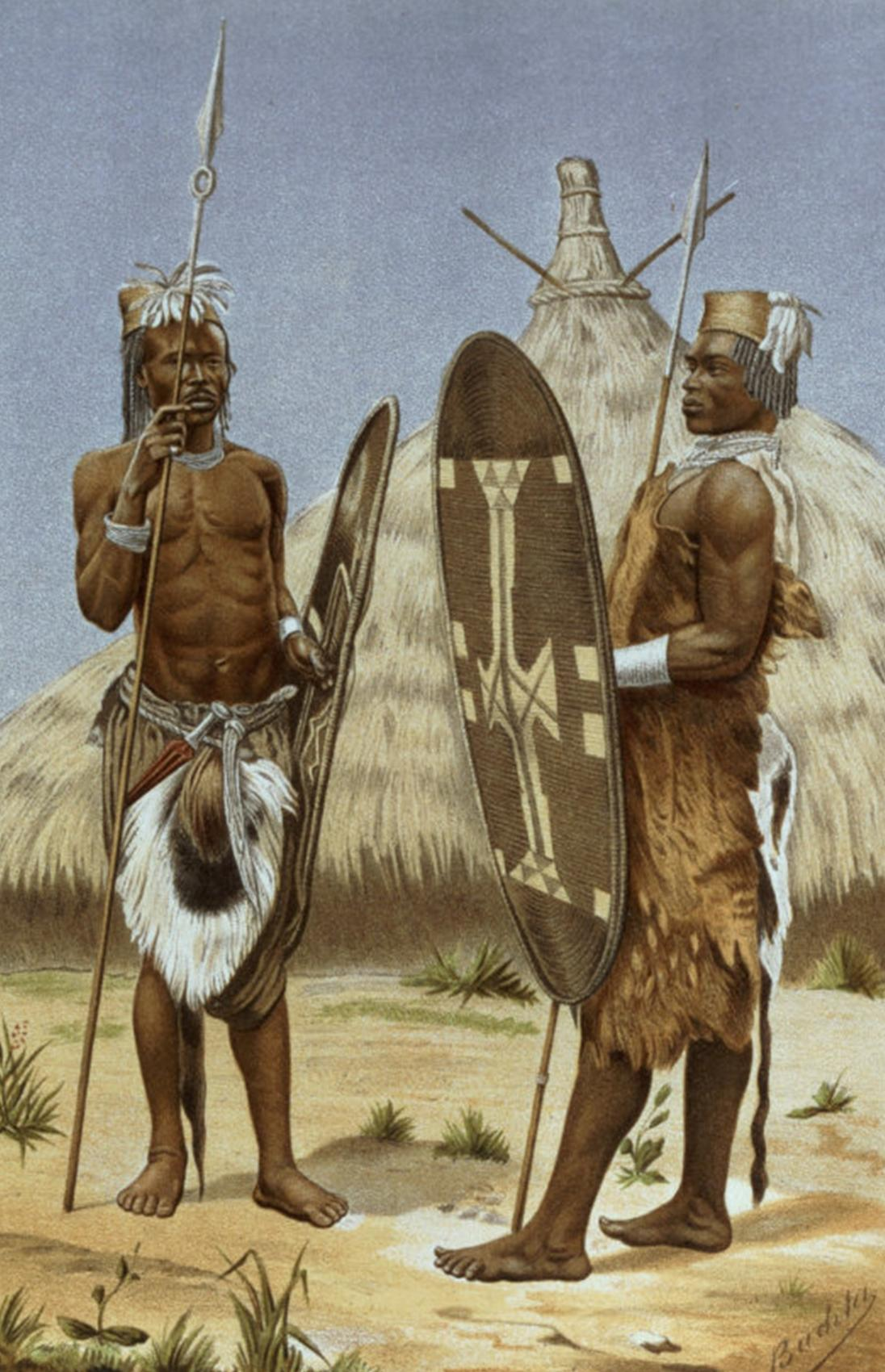
Les Nyam-Nyam et le mythe des hommes à queue.

Le coccyx est considéré comme une structure vestigiale humaine, reliquat d'une queue (appendice caudal) que possédaient les ancêtres de l'Homme et qui s'est amoindrie au cours de l'évolution. L'hypothèse selon laquelle cette atrophie serait liée à la bipédie n'est pas avérée, certains primates ayant vu leur queue disparaître bien avant l'acquisition de la bipédie. Selon le primatologue Masato Nakatsukasa, la perte de la queue chez les hominoïdes du miocène est probablement due à l'augmentation de la taille de ces grands singes anthropoïdes chez qui la queue devient handicapante, et à une locomotion lente couplée à l'augmentation des capacités préhensiles des membres locomoteurs (pieds et mains remplaçant le rôle de contrepoids de la queue). Selon des recherches génétiques plus récentes, la perte de la queue chez les grands primates résulte sans doute d'une mutation génétique survenue il y a 25 millions d'années chez un ancêtre commun aux humains et aux grands singes, cet accident génétique se produisant dans une très petite population (un goulet d'étranglement), sans conférer un avantage adaptatif,.
L'embryon humain possède une longue queue (d'environ un sixième du corps) qui subit à la 8e semaine une résorption osseuse induite par les ostéoclastes qui meurent ensuite par apoptose (l'embryon possède, à la sixième semaine, neuf vertèbres caudales, mais, à partir de la huitième semaine, les quatre vertèbres extrêmes se fondent en une seule avec la cinquième pour former le coccyx).
La littérature médicale rapporte plusieurs cas tératologiques de « queue humaine », persistance embryonnaire qui peut être rapprochée d'un excès de développement. Certaines de ces queues sont des formations cutanées qui diffèrent anatomiquement d'un véritable appendice caudal, car elles sont dépourvues de vertèbres et de muscles. D'autres cas embryonnaires mettent en évidence une queue osseuse composée de vertèbres caudales hypertrophiées et, plus rarement, une véritable queue animale composée d'éléments vertébraux surnuméraires.
Si l'homme à queue n'a plus droit de cité dans la tératologie qu'à titre de monstruosité reconnue et contrôlée, décrite et mesurée, l'imagination littéraire, populaire  (figure diabolique du « coué », homme à queue anglais) et ethnographique s'en est emparé. Ainsi, les Nyam-Nyam sont une population d'Afrique centrale dans laquelle les hommes se vêtent d'une peau dont la queue pend aux fesses, ce qui a suscité l'imaginaire occidental, au début de l'exploration de la Centrafrique, de l'existence d'hommes à queues, signes d'animalité évoquant les satyres à queue de bouc.

### Fonction
L'évolution donne au coccyx humain non plus le rôle dynamique de la queue (balancier, arme, chasse-mouche, protection sexuelle…), mais un rôle statique, étant le seul point osseux central du détroit inférieur du bassin ; c'est ainsi le centre d'amarrage du plancher périnéal. Il forme le troisième pied du tripode qui soutient l'homme en position assise, les deux autres étant les tubérosités de l'ischion.